# Conus polyglotta
Conus polyglotta é uma espécie de gastrópode do gênero Conus, pertencente à família Conidae.